# Vicente Gómez Paratcha
Vicente Gómez Paratcha (Villagarcía de Arosa, 8 de abril de 1893 - Río Ceballos, Argentina, 8 de julio de 1961) fue un abogado y diplomático gallego.

## Trayectoria
Hermano de Laureano Gómez Paratcha. Fundó la Agencia Arosa en Villagarcía de Arosa, colaboró en Galicia Nueva y fue editor en jefe y más tarde director de Heraldo de Arosa. Fue presidente de la Juventud Maurista de Villagarcía de Arosa. Fue miembro fundador de Irmandades da Fala y participó en campañas agrarias. Emigró a Cuba en la década de 1920, donde se hizo famoso como abogado y asesor de varios consorcios azucareros. Luego se trasladó a Perú, donde colaboró en El Tiempo, Ecuador, Panamá, Venezuela y, luego de un regreso fugitivo a España, coincidiendo con la proclamación de la República, fue nombrado embajador en Perú. Cuando estalló la guerra civil fue expulsado de Lima, acusado de comunista. Se instaló en Argentina, donde se casó con Nelly Casco, viuda, adoptando a sus hijas Delia y Susana Casale. En este matrimonio tuvo a sus hijos Vicente, María Mercedes y María Cristina. Trabajó en la compañía de seguros La Franco Argentina. Fundó y dirigió la revista Franco Viva. Formó parte de la Asociación Gallega de Estudiantes Universitarios, Escritores y Artistas (AGUEA) y de la Asociación Española de los Demócratas Españoles.
- Datos: Q12401832
- Multimedia: Vicente Gómez Paratcha / Q12401832